# Пёльциг, Ганс
Ганс Пёльциг (нем. Hans Poelzig; 30 апреля 1869[…], Берлин — 14 июня 1936[…], Берлин) — немецкий архитектор, художник и сценограф.

## Биография
Мать Ганса Пёльцига — графиня Клара Генриетта фон Пёльциг, дочь Александра фон Ганштейна, отчима Альберта Саксен-Кобург-Готского. Ганс был шестым ребёнком в семье. Отец Ганса — британский судовладелец Джордж Экланд Эймс не признал своего отцовства и развёлся с графиней Кларой спустя три месяца после рождения Ганса. Ганс Пёльциг воспитывался в приёмной семье в берлинском квартале Штольпе. Окончив Берлинский технический университет, некоторое время служил в министерстве общественных работ, затем преподавал в Королевской школе искусств и ремёсел в Бреслау (ныне Вроцлав). В 1916 году переехал в Дрезден. К этому времени он уже был известен среди сторонников Немецкого Веркбунда.
Из работ Пёльцига 1910-х годов известны получившая прозвище «короны города» водонапорная башня в Позене (ныне Познань), завод в Любане (ныне Любонь) и офисное здание в Бреслау. Здание любоньской химической фабрики (1912) примечательно благодаря ступенчатому верху и разнообразию окон. Во Вроцлаве Пёльциг построил выставочный павильон возле «Зала Столетия».
В 1919 году по проекту архитектора было построено здание Большого Шаушпильхауса в Берлине. Среди идей Пёльцига для этого сооружения оказались перекрытия в виде сталактитов и позаимствованный у античных театров просцениум-партер. По выражению Э. Блоха, пространство в данном случае «расцвечивает саму сцену, облик которой обладает особой магией».
В 1920-е годы Пёльциг связал своё творчество с кино. Он работал над декорациями к фильму ужасов «Голем», спроектировал здание берлинского театра «Капитоль».
В конце 1920-х Пёльциг ушёл от экспрессионизма к интернациональному стилю, что проявилось при проектировании главной квартиры IG Farben (Франкфурт, 1928—1930). Монументальное девятиэтажное сооружение с шестью крыльями, связанными слегка изогнутым коридором, было крупнейшим конторским зданием в Европе и символизировало мощь немецкого капитализма. Ныне оно принадлежит университету имени Гёте.
В политике Пёльциг придерживался левых взглядов, состоял в обществе «Друзья новой России». В 1933 году нацистские власти отстранили архитектора от работы и преподавания.
18 ноября 2015 года в берлинском Фридрихштадт-Паласт был торжественно открыт мемориал в память о его основателях Максе Рейнхардте, Гансе Пёльциге и Эрике Шарелле по адресу Friedrichstraße 107.
Пёльциг был дважды женат, некоторые из его детей прославились как деятели искусства.